# August Wilhelm Papen
August Wilhelm Papen (* 19. Februar 1799 in Pyrmont; † 9. Dezember oder 11. Dezember 1858 in Goslar) war ein deutscher Militäringenieur, Geodät und Kartograf.

## Leben
August Wilhelm Papen wurde im Jahr 1799 als Sohn eines pensionierten Offiziers geboren. Im Alter von elf Jahren besuchte er das Lyzeum Hannover und trat 1817 als Kadett in das Ingenieurkorps der Armee des Königreiches Hannover ein. Vermutlich studierte er Mathematik bei Carl Friedrich Gauß (1777–1855) in Göttingen. In der Matrikel der Universität Göttingen fehlt jedoch ein Beleg.
Im Jahr 1820 wurde Papen zum Offizier befördert. Anschließend war er mehrere Jahre mit Vermessungsarbeiten in Ostfriesland beschäftigt und wirkte dort auch bei den Maßnahmen zum Küstenschutz nach den Überschwemmungen des Jahres 1825 mit. Papen arbeitete aber auch als Mathematiklehrer des Prinzen George of Cambridge (1819–1904) sowie als Erzieher des späteren Landgrafen Friedrich Wilhelm von Hessen-Kassel (1820–1884). Mehrjährige Reisen führten ihn nach Norwegen, Schweden und an den dänischen Königshof nach Kopenhagen. Ab 1848 nahm er als Offizier am Schleswig-Holsteinischen Krieg gegen Dänemark teil.

### Kartografische Leistungen

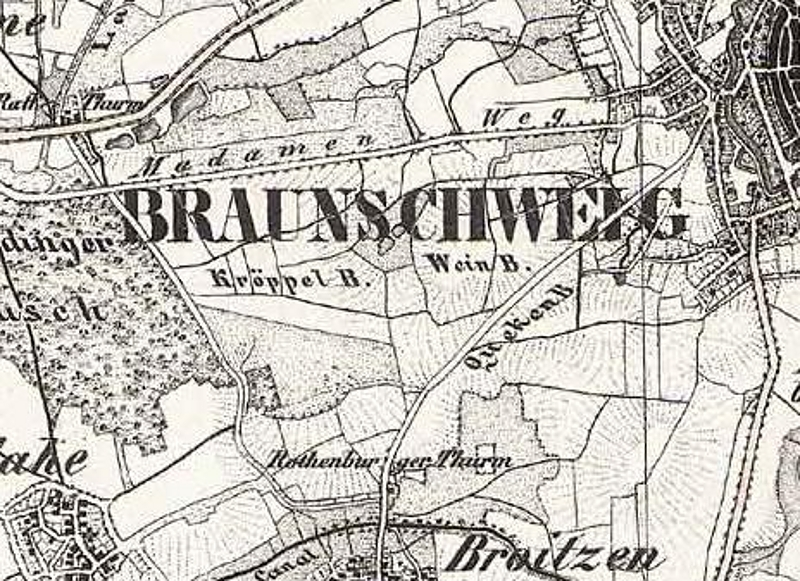
Topographischer Atlas des Königreichs Hannover und Herzogthums Braunschweig
Detail aus Blatt 49, „Braunschweig“

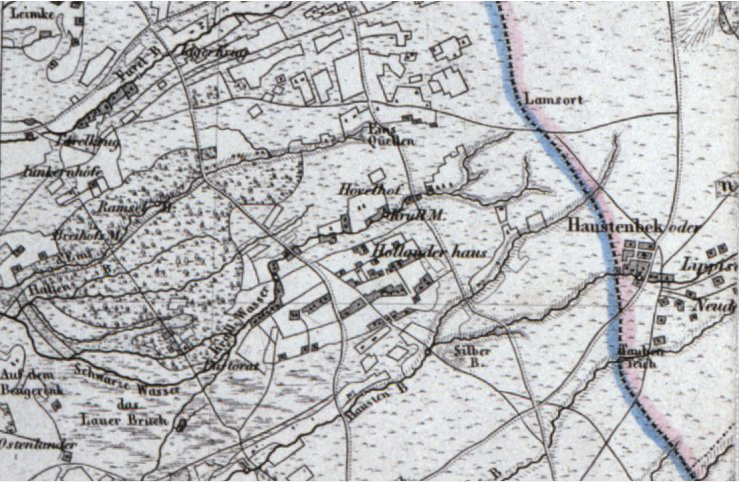
Special-Karte des Fürstenthums Lippe und der Gegenden um Hameln, Herford, Höxter, Lippspringe, Pyrmont, Nieheim, Rinteln, Steinheim, Vlothow, u.s.w.
1824, Detail

Neben seinen militärischen Aufgaben richtete Papen auf eigene Initiative ein topografisches Büro in Hannover ein.

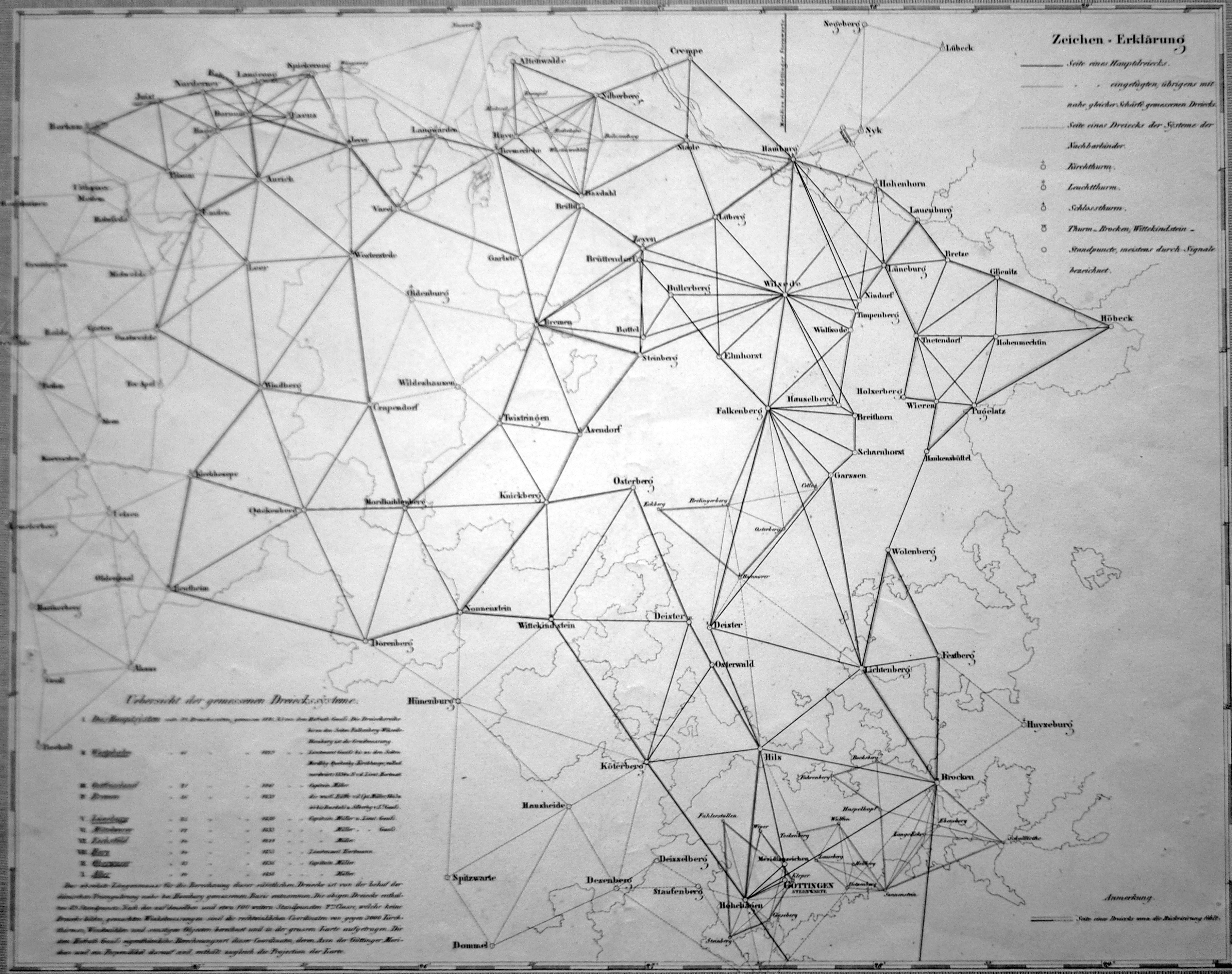
Blatt aus dem Papen-Atlas:Gesamt-Übersicht über die von Carl Friedrich Gauß gemessenen Dreieckssysteme 1821–1844

Auf Basis der Ergebnisse der Landesvermessung des Königreichs Hannover (Gaußsche Landesaufnahme), die Carl Friedrich Gauß zwischen 1818 und 1826 vornahm, erstellte Papen ab 1832 einen topografischen Atlas des Königreichs Hannover und des Herzogtums Braunschweig. Dazu gewann er den Hannoverschen Artillerieleutnant Joseph Gauß (1806–1873), den ältesten Sohn von Carl Friedrich Gauß, als Mitarbeiter. Joseph Gauß war bereits an den Vermessungsarbeiten seines Vaters beteiligt gewesen.
Für das Herzogtum Braunschweig wurden Papen vom damaligen Ministerialrat Wilhelm Erdmann Florian von Thielau (1800–1865) die Feldrisse der „Braunschweigischen General-Landesvermessung“ zur Verfügung gestellt, die in den Jahren 1745 bis 1784 erfolgt war. Das Kartenwerk, 66 Blätter im Maßstab 1:100.000, wurde von Papen im Jahr 1847 auf eigene Kosten mit dem Titel Topographischer Atlas des Königreichs Hannover und Herzogthums Braunschweig herausgegeben. Später wurde das Werk auch als Papen-Atlas bezeichnet.
Im Jahr 1855 schied Papen im Rang eines „Capitains“ aus gesundheitlichen Gründen aus dem Militärdienst aus. Ab 1857 führte er den Titel Major a. D. Um sich ausschließlich seinen kartografischen Arbeiten zu widmen, gründete er mit dem Kartografen und Verleger Friedrich August Ravenstein (1809–1881) ein geografisches Institut in Frankfurt am Main.
Papens letztes Projekt, eine Höhenschichtenkarte Zentraleuropas im Maßstab 1:1.000.000, vollendete Ravenstein im Jahr 1859.

## Werke
- Carl Friedrich Gauß, August Papen: Uebersicht der im Königreich Hannover 1821–1844 von dem Herrn Hofrath Gauß unter dessen Leitung gemessene Dreieckssysteme erster Ordnung und derjenigen zweiter Ordnung die mit gleicher Ordnung gemessen sind. Hannover 1845

### Kartenwerke
- Hannover, aufgenommen und gezeichnet in den Jahren 1826 bis 31 von August Papen, Maßstab 1:5000, Hornemann, Hannover 1831.

- Topographische Karte des Fürstenthums Schaumburg-Lippe von A. Papen, K. H. Ingenieur-Lieutenant, Maßstab ca. 1:150.000, Hannover ca. 1840.

- Topographischer Atlas des Königreichs Hannover und Herzogthums Braunschweig, nach einem Maasstabe von 1/100.000 der wahren Länge, auf den Grund der von dem Geheimen Hofrath Gauss geleiteten vollständigen Triangulirung, aus den grossen topographischen Landes Aufnahmen und mehreren anderen Vermessungen reducirt und bearbeitet von A. Papen, Hannover 1832–1847.

- Höhenschichtenkarte Central-Europas. Maßstab 1:1000000, Geographisches Institut von A. Ravenstein, Frankfurt a. M. 1859.